# Кабульский зоопарк
Кабульский зоопарк — зоопарк в Кабуле, столице Афганистана. Расположен на берегу реки Кабул. Директор Кабульского зоопарка — Азиз Гюль Саиб.
Зоопарк открылся в 1967 году, при этом акцент в коллекции был сделан на афганскую фауну. В прошлом зоопарк насчитывал более 500 видов животных и в 1972 году принял около 150000 посетителей. Зоопарк понёс значительный ущерб во время долгой гражданской войны: аквариум был повреждён в результате обстрела, а оленей и кроликов солдаты воюющих сторон использовали в качестве пищи.
По состоянию на 2010 год зоопарк насчитывал около 280 животных, включая 45 видов птиц и млекопитающих и 36 видов рыб. Среди животных есть два льва (сменивших известного льва Марьяна после его смерти в 2002 году) и единственная в Афганистане свинья. В выходные дни зоопарк посещают 10 000 человек. Численность персонала, ухаживающего за животными, составляла 60 человек по состоянию на 2003 год. Он является популярным местом у жителей Кабула.
Китайское правительство, главный жертвователь животных, выразило озабоченность по поводу безопасности переданных зоопарку животных. В 2004—2005 годах один медведь-самец и один олень умерли — по-видимому, от болезней и неправильного питания. Китайские власти говорят, что не пожертвуют больше животных в Кабул, пока ситуация не улучшится. Зоопарк Северной Каролины, США, финансировал и руководил многими проектами Кабульского зоопарка, в том числе улучшением условий содержания животных, такими как создание структур для лазанья и барьеров, а также оказывал дополнительную помощь в создании бизнес-плана для зоопарка. Дэвид Джонс, директор Зоопарка Северной Каролины (en:North Carolina Zoo), в настоящее время пытается помочь отправить сотрудников зоопарка Кабула в Индию для обучения.